# Олег Царјов
Олег Анатољевич Царјов (рус. Олег Анатольевич Царёв, укр. Олег Анатолійович Царьов; Дњепропетровск, 2. јун 1970) украјински је бизнисмен, политичар и бивши посланик у Врховној ради Украјине. Био је члан Партије региона до 7. априла 2014. године када је избачен из странке.

## Биографија
Рођен је 2. јуна 1970. године у Дњепропетровску. Дипломирао је на Московском институту за инжењерску физику 1992. године. Након студија радио је као инжењер у локалном предузећу и био на водећим функцијама у разним предузећима.
Изабран је за посланика у Врховној ради на парламентарним изборима 2002. године. Током свог првог мандата у Врховној ради прикључио се парламентарној групи Уједињена Украјина, а касније је приступио проруској Партији региона. Године 2005. постављен је за председника регионалног одбора Партије региона у Дњепропетровску. Поново је изабран за посланика на парламентарним изборима 2006. и 2012. године.
Био је један од најгласнијих противника Евромајданских демонстрација.
Крајем марта 2014. године најавио је председничку кандидатуру, али вођство Партије региона га није подржало, те је избачен из странке 7. априла. Претучен је од стране украјинских националиста 14. априла и званично се повукао из председничке трке 29. априла због безбедносних разлога.
Дана 26. јула 2014. постао је председник Парламента Новорусије, конфедерације Доњецке и Луганске Народне Републике. Обављао је ову функцију до распуштања пројекта Новорусије 18. маја 2015. године. Налази се на потерници украјинске полиције од јуна 2014. године због промовисања сепаратизма и насиља.
Подржао је инвазију Русије на Украјину 2022. године.